# Fernmelde- und Elektronische Aufklärung

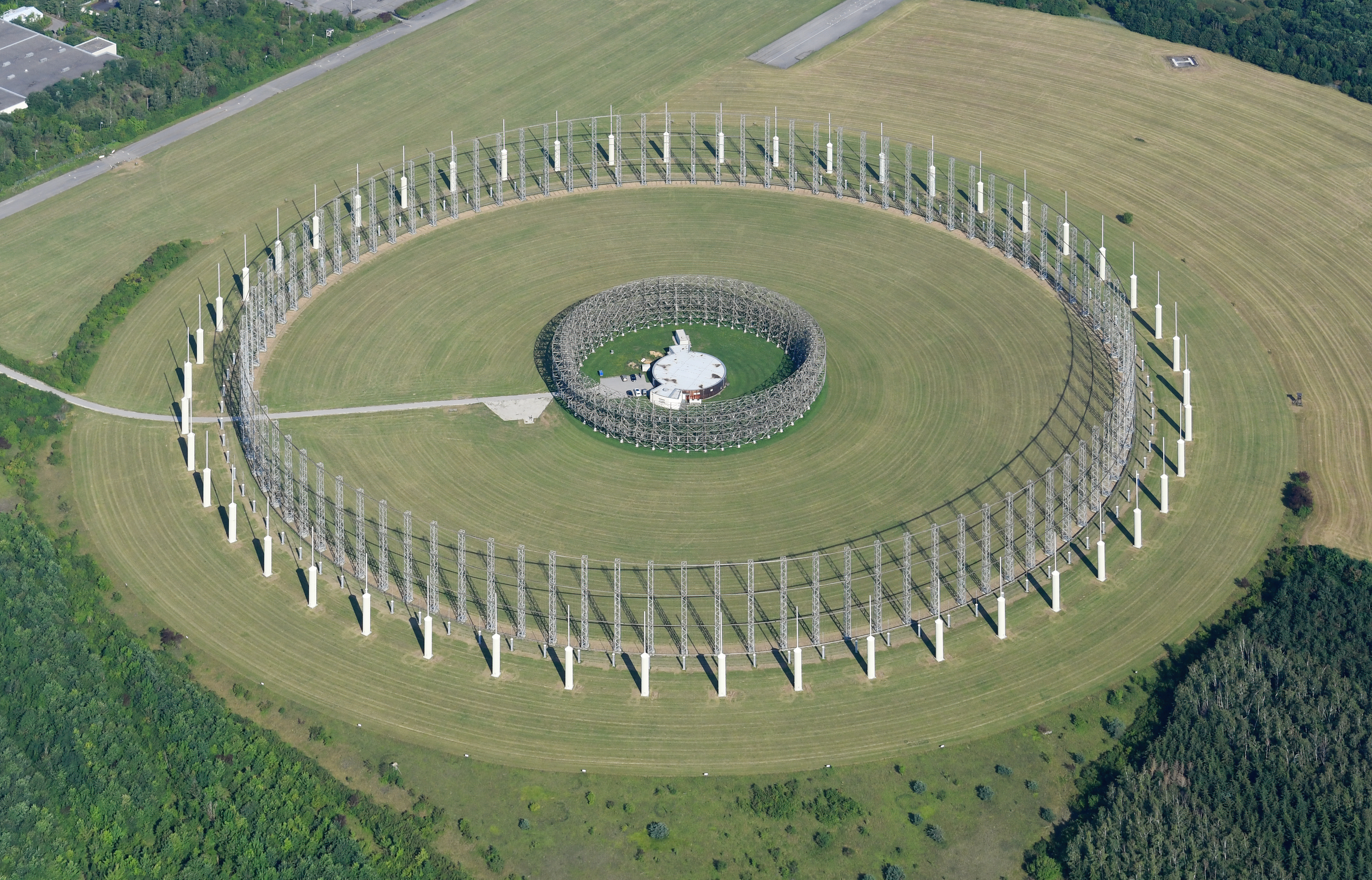
Wullenwever-Antenne der BND-Außenstelle Gablingen

Fernmelde- und Elektronische Aufklärung (Fm/EloAufkl; englisch signals intelligence – SIGINT), auch signalerfassende Aufklärung genannt, ist die Gewinnung von Erkenntnissen aus elektromagnetischen Ausstrahlungen mit Kommunikationsinhalt (Fernmeldeaufklärung – FmAufkl; englisch communication intelligence – COMINT) und ohne Kommunikationsinhalt (Elektronische Aufklärung – EloAufkl; englisch electronic intelligence – ELINT). Unter den Begriff der elektronischen Aufklärung fällt auch die Foreign Instrumentation Signals Intelligence (FISINT) und  die Measurement and Signature Intelligence (MASINT).

## Allgemeines

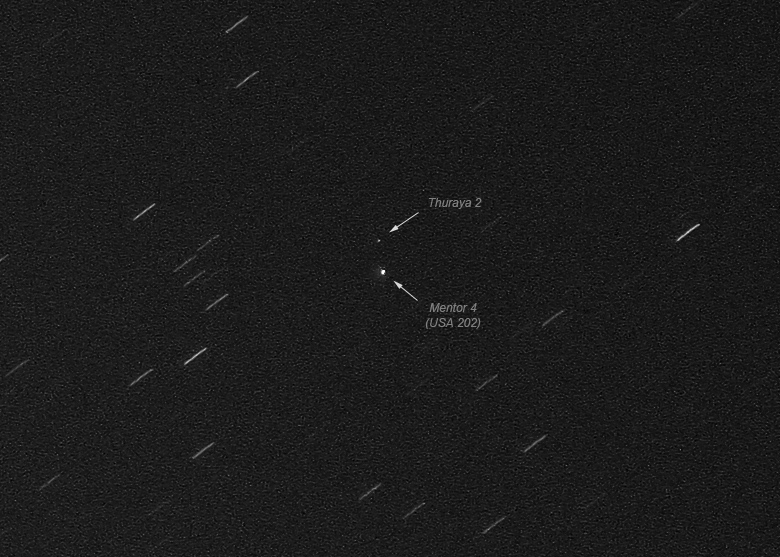
Amerikanischer Satellit „Mentor 4“ (USA-202,), der unter anderem den Kommunikationssatelliten „Thuraya 2“ überwacht.

Fernmelde- und Elektronische Aufklärung betreiben meist militärische oder zivile Nachrichtendienste, wie beispielsweise in Deutschland zur militärischen Aufklärung und zur Gewinnung von Erkenntnissen über das Ausland, die von außen- und sicherheitspolitischer Bedeutung sind, der Bundesnachrichtendienst (BND) und die Bundeswehr, operativ durchgeführt von der Elektronischen Kampfführung (EloKa). Echelon ist ebenfalls ein Systemverbund zur Fernmelde- und Elektronischen Aufklärung.
Nach dem 1999 erschienenen Artikel des Experten für Nachrichtendienste Erich Schmidt-Eenboom Empfänglich für Geheimes – Die (west)deutschen Nachrichtendienste im Äther erstellte Christiane Schulzki-Haddouti geographisch skaliertes, allerdings mittlerweile veraltetes Kartenmaterial über die Standorte der Abhöranlagen in der Bundesrepublik Deutschland. Betreiber der Abhöranlagen sind unter anderem der BND, Bundespolizei, die Bundeswehr sowie die Streitkräfte anderer NATO-Mitgliedsstaaten.
Fernmelde- und Elektronische Aufklärung wird vom Boden aus, auf See und auch aus der Luft betrieben. Lange Zeit setzte die Bundeswehr zu diesem Zweck Flugzeuge des Typs Breguet 1150 M Atlantic ein, die durch unbemannte Euro-Hawk-Drohnen ersetzt werden sollten; das Programm wurde jedoch im Mai 2013 nach der Euro-Hawk-Affäre eingestellt. Ferner betreibt die Bundeswehr neben den Standorten für Fernmeldeaufklärung und elektronische Aufklärung noch zwei der Horchposten-Türme an der ehemaligen innerdeutschen Grenze zu Ausbildungszwecken.
Fernmelde- und Elektronische Aufklärung ist ein eigenes Aufklärungsgebiet, aber auch besonders im Aufklärungsverbund mit abbildender Aufklärung wertvoll. Während ein Bild (Foto, Radar, Video) überwiegend die geographische Lage darstellt, können mithilfe von Fernmelde- und Elektronischer Aufklärung weitere Rückschlüsse gezogen werden. Durch z. B. Abhören der Funksprüche und Befehlscodes, sowie Feststellen der Betriebsmodi der Radare kann auf den Einsatzbefehl der im Bild dargestellten Einheiten, Fahrzeuge und Systeme geschlossen werden.
Eine wichtige Nebenaufgabe der Fernmelde- und Elektronischen Aufklärung ist auch das Feststellen eigener Kompromittierung, z. B. das Ermitteln der Abstrahlungen eines eigenen Gefechtsstandes oder Waffensystems bzw. Funksenders im Felde zur elektronischen Emissionsminimierung (Elektronische Schutzmaßnahmen – EloSM).
In Anlehnung an die Abkürzung des englischen Begriffes für Fernmelde- und Elektronischen Aufklärung, signals intelligence, wurde vom Chaos Computer Club die gleichnamige SIGINT-Konferenz begründet. Sie beschäftigte sich neben Entwicklungen zu Verschlüsselungen und klassischem Hacking vorrangig um die sozialen und ökonomischen Aspekte der Digitalisierung und wurde zuletzt 2013 im Kölner Mediapark ausgetragen.

## Abhöreinrichtungen anderer Staaten in Deutschland
Aufgrund von Vereinbarungen nach der Deutschen Wiedervereinigung entfiel die offizielle Begründung für ein Weiterbestehen der alliierten Abhöranlagen. Sie waren vorwiegend an der Grenze zu den Warschauer-Pakt-Staaten strategisch disloziert und wurden schrittweise abgebaut, beispielsweise durch die Sprengung des französischen Horchturms auf dem Berg „Stöberhai“ im Westharz 2005.
Zuvor wurde als erstes die sowjetische Elektronik-Zentralstation auf dem Brocken abgetragen, die laut dem Ostsprachgebrauch dem „funkelektronischen Kampf“ diente. Danach demontierte man den US-amerikanischen stiftförmigen „Lauscher“ auf dem Wurmberg. Mehrere Aufklärungstürme der Bundeswehr, unter anderem am Osthang des hessischen Hohen Meißners, auf dem Großen Arber, in Barwedel und Thurau, folgten danach. Als einer der letzten sollte der massive britische Funkpeiler im Nordharz fallen.